# (20306) Richarnold
(20306) Richarnold (1998 FC106) – planetoida z pasa głównego asteroid okrążająca Słońce w ciągu 4,11 lat w średniej odległości 2,56 j.a. Odkryta 31 marca 1998 roku.